# Joan Bó i Vilamala
Joan Bó i Vilamala   (Barcelona, 29 de setembre de 1896 - Barcelona, 5 de gener de 1965) fou un futbolista català de la dècada de 1910 i jugador de pilota.
Durant la temporada 1913-14 va ser jugador del RCD Espanyol, amb qui jugà un partit de Campionat de Catalunya contra l'Avenç de l'Sport a Badalona. El 1914 passà a defensar els colors del FC Barcelona on jugà fins 1918, la majoria de partits de caràcter amistós, però també dos partits de campionat la temporada 1914-15. Durant els anys vint fou un destacat jugador de pilota basca al Club Vasconia.
Era germà d'Agustí Bó i Vilamala, qui fou directiu del Barcelona.